# Sobór Lokalny Rosyjskiego Kościoła Prawosławnego (1971)
Sobór Lokalny Rosyjskiego Kościoła Prawosławnego w 1971 – Sobór Lokalny Rosyjskiego Kościoła Prawosławnego, który odbył się w Zagorsku wiosną 1971.
Został zwołany po śmierci patriarchy Moskwy Aleksego I, w celu wyboru nowego patriarchy.
Kilka tygodni przed soborem metropolita kijowski i całej Ukrainy Filaret (Denysenko) przewodniczył w ławrze Troicko-Siergijewskiej uroczystościom z okazji 25-lecia zniesienia unii brzeskiej i anulowania unii użhorodzkiej.
Ponadto sobór uznał po raz kolejny unię brzeską za nieważną, a podporządkowanie ukraińskiego Kościoła greckokatolickiego Patriarchatowi Moskiewskiemu za prawnie ważne. Na nowego patriarchę Moskwy synod wybrał 2 marca 1971 Pimena, który w swej mowie podkreślił radość z faktu likwidacji Kościoła greckokatolickiego i rozwoju prawosławia.
W soborze uczestniczył jako gość przedstawiciel Watykanu, kardynał Johannes Willebrands, który nie zaprotestował przeciw tym twierdzeniom.

## Literatura
- Hans Dieter Kamp – Kościół unicki po 1944, Los 1986